# 길르앗 야베스
길르앗 야베스 혹은 야베스 길르앗(히브리어: יָבֵשׁ גִּלְעָד 야베쉬 길르아드)는 요르단 북서부 길르앗에 있던 고대 이스라엘 도시이다. 주로 사울 왕이 암몬 사람들과 블레셋인을 상대로 싸운 전투와 관련하여 구약성경에 여러 번 언급된다. 이는 곧 길르앗의 야베스를 의미한다. 다른 지역에 있는 야베스라는 이름의 다른 도시들과 구별하여 길르앗 지역에 있는 야베스라는 도시를 뜻한다.
야베스는 히브리어로 "마른"이라는 뜻이며, 이는 이 지역의 배수가 잘되는 토양에서 비롯된 이름일 수 있다. 길르앗은 '증거의 [돌]무더기'라는 뜻이다. '바위투성이 지역'이라는 또 다른 이론도 있다.

## 역사

### 히브리어 성경에서
야베스 길르앗은 판관기, 첫 번째와 두 번째 사무엘기, 그리고 역대기에 언급되어 있다.

#### 베냐민 전쟁
야베스는 레위인의 첩 성경 이야기에 언급된다. 베냐민 전쟁으로도 알려진 이 사건에서 이스라엘의 열한 지파는 베냐민 지파를 학살했다. 열한 지파는 그 지파 전체를 멸절시키려는 것을 멈추고, 베냐민의 다른 모든 사람들이 죽었기 때문에 남아있는 600명의 베냐민 남자들에게 아내를 찾아주어야 한다고 결정했다. 그러나 그들은 딸들을 베냐민 사람에게 주지 않겠다고 맹세했으므로, 싸움에 참여하지 않은 이스라엘의 유일한 도시인 야베스를 찾았다. 그 도시 주민들은 400명의 처녀를 제외하고는 헤렘으로 처형되었다. 그들은 야베스에서 400명의 처녀를 데려와 림몬 바위 위에 있는 남자들에게 주었다(사사기 21:8–15).

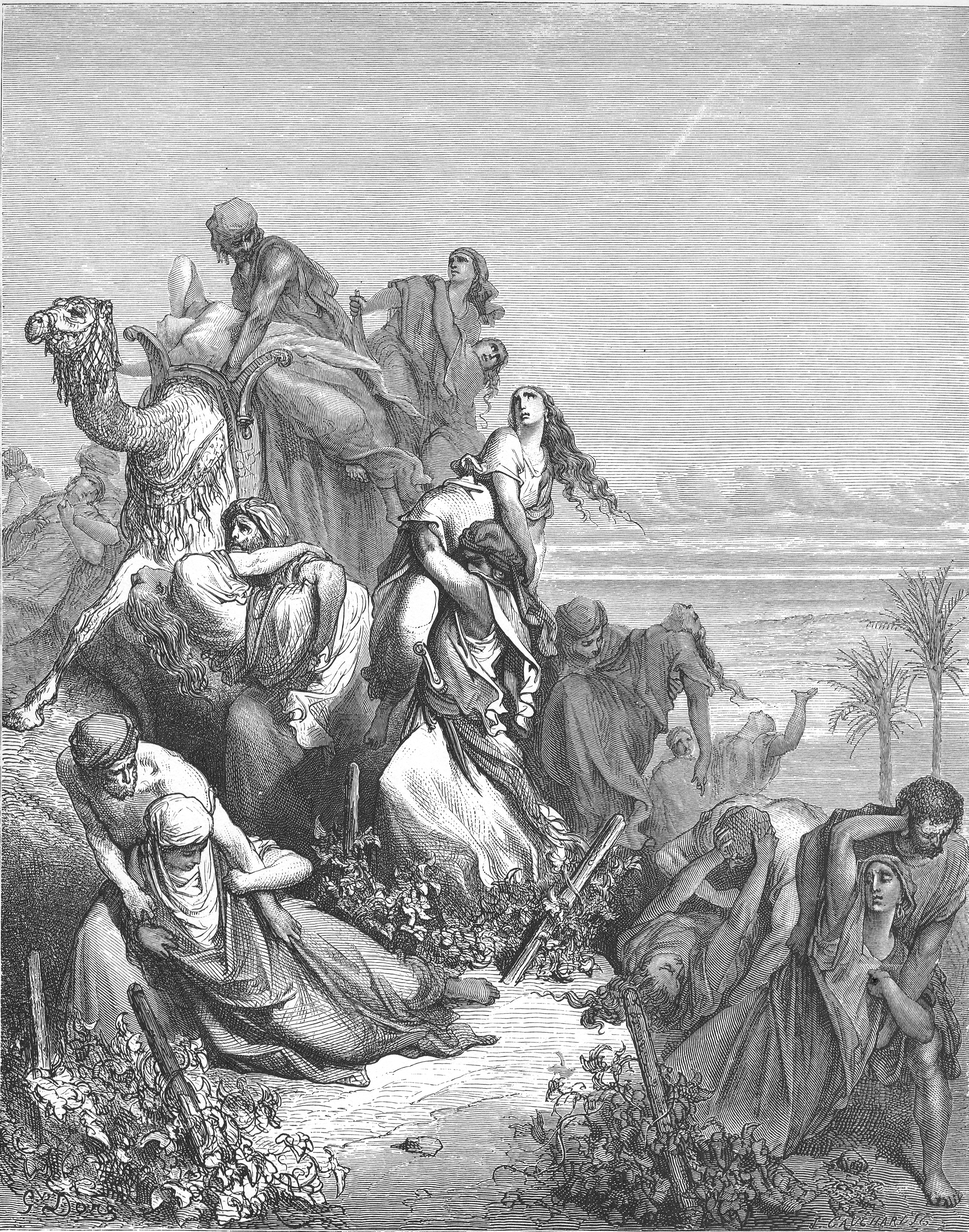
베냐민 사람들이 야베스 길르앗의 처녀들을 데려가는 장면, 귀스타브 도레의 그림

#### 암몬 사람 나하스
야베스 길르앗은 사무엘상 11의 중심 배경이다. 사무엘이 기름부음으로 사울을 왕으로 세운 후, 암몬 사람 나하스가 야베스 길르앗을 공격한다. 도시에 공성전을 가한 후, 주민들은 항복 조건을 찾았으나, 나하스로부터 칼에 죽거나 오른쪽 눈을 뽑히는 선택지가 있다고 들었다. 주민들은 나하스로부터 7일간의 유예를 얻어, 그 기간 동안 이스라엘 사람들에게 도움을 구할 수 있었고, 그 후에는 항복 조건에 복종해야 했다. 도시 주민들은 이스라엘 백성에게 도움을 구하며 온 영토에 사자들을 보냈고, 사울은 군대를 일으켜 베섹에서 나하스와 그의 동료들을 결정적으로 물리쳤다. 전쟁이 끝난 후, 이스라엘 사람들은 길갈에 모여 이스라엘 왕국에 대한 사울의 왕권을 갱신한다.

#### 사울의 죽음
길보아 전투에서 사울이 자살한 후, 승리한 블레셋인들은 그의 시신과 함께 전투에서 사망한 세 아들의 시신을 회수하여 목을 자르고 베트셰안 성벽에 전시한다. 밤에 야베스 길르앗 주민들은 시신을 수습하여 도시의 구원자에 대한 그들의 헌신을 보여준다. 장례식 후 사울과 그의 아들들의 뼈는 야베스에 있는 위성류속 나무 아래에 묻혔다(사무엘상 31:8–13, 역대상 10:12). 다윗이 사울을 명예롭게 장사 지낸 사람이 야베스 길르앗 사람들이라는 것을 알게 되자, 그는 그들을 축복하기 위해 사자들을 보냈다(사무엘하 2:4–7). 나중에 다윗은 사울과 그의 아들 요나단의 뼈를 야베스에서 가져와 셀라에 있는 사울의 아버지의 무덤에 묻었다(사무엘하 21:12–14).

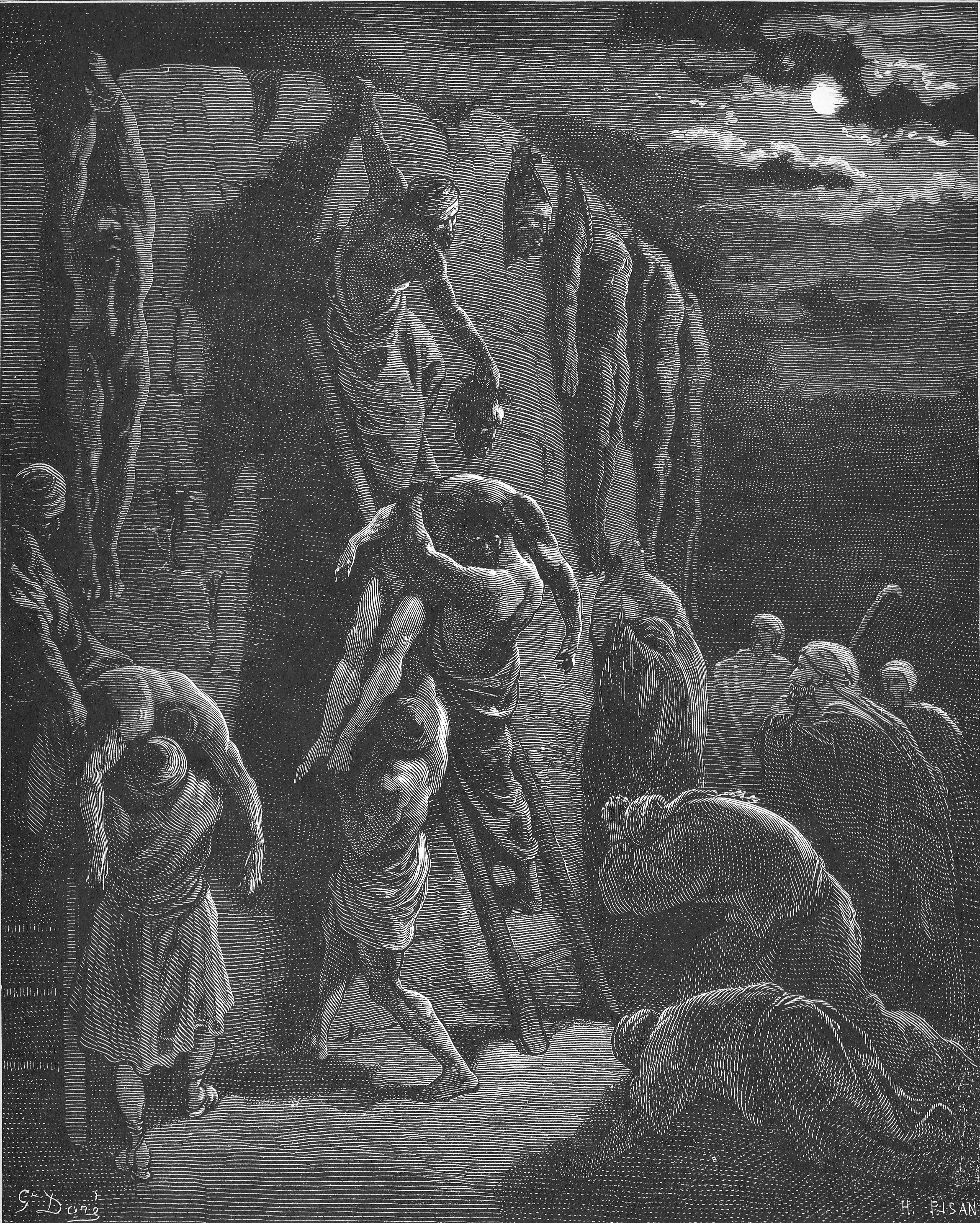
야베스 길르앗 사람들이 사울과 그의 아들들의 시신을 수습하는 장면, 귀스타브 도레

#### 살룸의 집
열왕기(2 열왕 15:10, 2 열왕 15:13–14)에서 이스라엘의 살룸의 아버지는 야베스로 식별된다. 그러나 이 구절은 대신 지명을 언급하여 살룸이 야베스라는 도시의 "아들"임을 나타낼 수 있다. 이런 관점에서 살룸은 야베스 길르앗 출신일 수 있다.

### 후대
플라비우스 요세푸스는 그의 유대 고대사 (서기 93~94년경)에서 야베스 길르앗을 트랜스요르단의 대도시로 묘사한다. 4세기 초, 그리스 학자 에우세비우스는 그의 오노마스티콘 (에우세비우스)에서 "길르앗의 야베스(Iabeis Galaad)"를 "펠라 시에서 제라시로 가는 길에 산악 지대에 위치한 요르단 건너편 마을"로 언급했다.

## 위치 확인
야베스 길르앗의 정확한 위치는 논쟁 중이다. 대부분의 학자들은 그곳을 텔 엘-마클루브와 동일시하지만, 텔 아부 알-카라즈도 자주 제안된다. 두 지역 모두 철기 시대에 사람이 살았으며, 고대 도시의 이름을 보존하고 있다고 여겨지는 와디 야비스를 따라 위치해 있다.

## 같이 보기
- 야베스
- 길르앗

## 참고 문헌
- Freedman, David Noel; Myers, Allen C. (2000), 〈Jabesh〉, 《Eerdmans Dictionary of the Bible》, 암스테르담 대학교 출판부, ISBN 978-9053565032
- Freedman, David Noel; Myers, Allen C. (2000), 〈Jabesh-Gilead〉, 《Eerdmans Dictionary of the Bible》, 암스테르담 대학교 출판부, ISBN 978-9053565032